# Biblioteca comunale Giulio Gabrielli
La biblioteca comunale di Ascoli Piceno, intitolata a Giulio Gabrielli (1832-1910), artista ascolano autore di pitture su paesaggi locali ma che fu anche archeologo e direttore della biblioteca comunale, è situata nella centrale corso Mazzini presso il Polo culturale Sant'Agostino.

## Storia
La biblioteca fondata nel 1849, ebbe la sua prima sede a palazzo dell'Arengo, in piazza Arringo, fino al 1910, anno in cui fu trasferita a palazzo dei Capitani del Popolo, per poi tornare nei precedenti locali di piazza Arringo nel 1938. 
Nel 1999 fu trasferita pressa la sua attuale sede, nel Polo culturale Sant'Agostino.

## Patrimonio librario
La biblioteca ascolana "Giulio Gabrielli" si divide principalmente nelle sezioni del fondo antico, fondo moderno e fondo locale ed è maggiormente orientata verso le discipline umanistiche. Conta un patrimonio di circa 200.000 volumi tra monografie, opuscoli e periodici rilegati, dei quali circa 30.000 antichi, provenienti da fondi librari delle corporazioni religiose.

### Fondo antico
Il fondo antico è composto da manoscritti a carattere, generale locale e musicale, circa 300 incunaboli, circa 3.000 cinquecentine e numerose edizioni del periodo tra il seicento la prima metà dell'ottocento. Il volume più antico, è il Ritmo di Sant'Alessio, codice benedettino della fine del XII secolo, una delle più antiche testimonianze della letteratura italiana, ed una raccolta di altri codici e corali miniati.
La biblioteca, custodisce inoltre i fondi librari delle corporazioni religiose, quantificabili in circa 30.000 volumi per lo più provenienti dalle biblioteche religiose soppresse in seguito all'Unità d'Italia.

### Fondo moderno
Il fondo moderno è composto da numerose opere di carattere enciclopedico e generale, ma anche da singole monografie e da una ricca collezione di giornali e riviste sia locali che nazionali. 

### Fondo locale
Nella biblioteca è presente un fondo locale che comprende oltre 5.000 opere relative alla provincia di Ascoli Piceno e alle Marche. È a disposizione inoltre la Sezione Ragazzi, una raccolta di 4.000 volumi, realizzata nel 2001 oltre a una piccola Sezione Multimediale con videocassette e DVD.